# Kodacsi (kard)
A kodacsi a japán kardok egy típusának megnevezése, jelentése kis- vagy rövid-kard. Ebbe a kategóriába tartozik a vakizasi, a tantó, és ha tacsival együtt viselik, akkor a katana is. Kodacsi nem csak acél penge lehet, de annak neveznek minden, a japán kardvívásban a gyakorlásra használatos, rövid kardot imitáló eszközt (kodacsi bokken, kodacsi sinai, kodacsi fukuro sinai). Ezen kívül több kendzsucu-iskola, mint például a Ni ten icsi-rjú, a Tensin sóden katori sintó-rjú, vagy a Dzsikisin kage-rjú tanít kifejezetten kodacsival való harcot.